# Język gobasi
Język gobasi (gebusi), także nomad – język papuaski używany w Prowincji Zachodniej w Papui-Nowej Gwinei, przez grupę etniczną Gebusi (Bibo) w rejonie Nomad River. W 2013 roku odnotowano, że posługuje się nim 900 osób.
Społeczność jeszcze w latach 80. XX wieku opierała się wpływom zewnętrznym. „Gobasi” i „Gebusi” to warianty zapisu tej samej nazwy.
Dzieli się na dialekty: gobasi (bibo), honibo, oibae (oiba). Jest zapisywany alfabetem łacińskim.